# Tour du Pays basque 1928
Le Tour du Pays basque 1928 se tient du 1er au 5 août sur 4 étapes pour un total de 762 km.

## Généralités
- Alors que cette édition du Tour du Pays basque semblait lui tendre les bras, Nicolas Frantz ne peut pas suivre les meilleurs lors de la seconde étape, remportée par le futur vainqueur Maurice De Waele. Ce dernier signe là sa première victoire dans le Tour du Pays basque.

## Les étapes
| Étape     | Date     | Villes étapes                | Distance (km) | Vainqueur d'étape         | Leader du classement général |
| 1re étape | 1er août | Bilbao - Vitoria             | 174           | Ricardo Montero Espagne   | Ricardo Montero Espagne      |
| 2e étape  | 2 août   | Vitoria - Pampelune          | 150           | Maurice De Waele Belgique | Maurice De Waele Belgique    |
| 3e étape  | 3 août   | Pampelune - Saint-Sébastien  | 267           | André Leducq France       | Maurice De Waele Belgique    |
| 4e étape  | 5 août   | Saint-Sébastien - Las Arenas | 171           | Nicolas Frantz Luxembourg | Maurice De Waele Belgique    |

## Classement
| \| 1er \| Maurice De Waele Belgique \| 27 h 18 min 41 s \| \| \| 2e \| André Leducq France \| à 12 min 20 s \| \| \| 3e \| Mariano Cañardo Espagne \| à 12 min 32 s \| \| \| 4e \| Julien Vervaecke Belgique \| à 20 min 00 s \| \| \| 5e \| Ricardo Montero Espagne \| à 20 min 22 s \| \| \| 6e \| Nicolas Frantz Luxembourg \| à 46 min 06 s \| \| \| 7e \| Aimé Deolet Belgique \| à 51 min 28 s \| \| \| 8e \| Segundo Barruetabena Espagne \| à 1 h 00 min 52 s \| \| \| 9e \| Valeriano Riera Espagne \| à 1 h 05 min 57 s \| \| \| 10e \| Juan Mateu Espagne \| à 1 h 11 min 08 s \| \| 57 partants, 36 classés |                              |                   |  |
| 1er | Maurice De Waele Belgique    | 27 h 18 min 41 s  |  |
| 2e | André Leducq France          | à 12 min 20 s     |  |
| 3e | Mariano Cañardo Espagne      | à 12 min 32 s     |  |
| 4e | Julien Vervaecke Belgique    | à 20 min 00 s     |  |
| 5e | Ricardo Montero Espagne      | à 20 min 22 s     |  |
| 6e | Nicolas Frantz Luxembourg    | à 46 min 06 s     |  |
| 7e | Aimé Deolet Belgique         | à 51 min 28 s     |  |
| 8e | Segundo Barruetabena Espagne | à 1 h 00 min 52 s |  |
| 9e | Valeriano Riera Espagne      | à 1 h 05 min 57 s |  |
| 10e | Juan Mateu Espagne           | à 1 h 11 min 08 s |  |